# 痩身
痩身（そうしん）とは、痩せた身体（または引き締まった身体）のこと、そのような身体にすることである。また、そのような身体にすることの意味で「減量」という言葉が用いられることがある。「痩身」と「減量」、いずれも同じニュアンスで用いられやすい。「ダイエット」も同義で用いられることがある。
厳密に言えば「痩身と減量」は同義ではない。「減量」は、総体重に着目した概念である。身体から脂肪が減って筋肉量が増えると、体重は増えるが身体は引き締まる。
実施にあたっては栄養不足などの健康障害を起こさないように留意し、肥満症にあたる場合は医療機関での治療の対象となる。

## 痩身と関連する疾患

### 摂食障害
摂食障害のうち、神経性やせ症は低体重（BMI 18.5kg/m2 未満）もしくは急激な体重減少を所見とする。肥満恐怖やボディイメージの歪みなど精神的な所見が明らかでない場合は、悪性腫瘍を含む体重減少をきたす身体疾患の可能性があるためその検査を優先する:7。

### 肥満症
肥満症においては減量が治療の目標となる。日本肥満学会のガイドラインでは3%以上の減量によって複数の健康障害が改善するという国内のエビデンスに基づき、3%以上の減量目標を設定するとしている:2。

## BMI
BMIはボディマス指数・体格指数と呼ばれ、体重[kg]/身長[m2]で表される、単位はkg/m2。
肥満度の分類として活用され、18.5～25未満が普通体重、25～35未満が肥満、35以上が高度肥満と分類される。
日本肥満学会では、BMI25以上で肥満に起因ないし関連する健康障害を合併するか、その合併が要され医学的に減量を必要とする病態を肥満症と定義している:1-2。
WHOと日本の基準ではBMI 18.5未満が低体重の基準となっている。BMI 17.5以下の低体重では年間の疾病イベント日数が有意に上昇する上、BMI 16未満で年間死亡率が上昇することが知られている:7。

## エネルギーの基本的事項
生体が外界から摂取するエネルギーは生命機能の維持や身体活動に利用され、その多くは最終的に熱として放出される。このため、栄養学においても熱量を単位としてエネルギーの評価を行う。熱量は国際単位系においてはジュール（J）を単位としているが、栄養学ではカロリー（cal）が用いられることが多い。
エネルギー出納バランスはエネルギー摂取量－エネルギー消費量で定義される。短期的なエネルギー出納のアンバランスは体重の変化として現れる。長期的にはエネルギー摂取量、エネルギー消費量、体重が互いに連動することで調整される。例えば、長期にわたってエネルギー出納バランスがマイナスであると短期的には体重減少となるが、それに伴いエネルギー消費量やエネルギー摂取量が変化し、体重減少は一定量で頭打ちとなり出納バランスがゼロとなる新たな状態に移行する:52。
身体が1日に消費するエネルギー量は、その人の体格や運動量によってひとりひとり異なっており、その量は《基礎代謝量》と《身体活動レベル》を用いて概算できる:52-53。
自分の《基礎代謝量》に関しては「基礎代謝」を参照。
《身体活動レベル》については、次の表の右側を見て、左側から該当の数値を見つける。
| 活動 レベル | 身体活動 レベル | 生活パターン |
| ----------- | --------------- | --- |
| 低い        | 1.50            | 生活の大部分で座っており（=座位）、（静的な活動が中心の場合                                                        |
| 普通        | 1.75            | 座位中心の生活だが、仕事で立ったりすることもあり、あるいは通勤、買い物、家事、軽いスポーツをすることが含まれる場合 |
| 高い        | 2.00            | 仕事で移動することや立っていることが多い場合。あるいは日常的にスポーツや活発な活動を行う習慣がある場合。           |

次の式が成り立つ:70。
一日の基礎代謝量(kcal) × 身体活動レベル = 一日に消費されるエネルギー
例えば年齢が30代で基礎代謝量が1,140kcalの女性で、通勤してデスクワーク中心の仕事をしている人（=身体活動レベルが普通、つまり数値が1.75）の女性ならば
一日に身体が消費するエネルギーは、1,140(kcal) x 1.75 = 1995(kcal) となる。
摂取するエネルギー ＜ 身体が消費するエネルギー
身体活動量を変えないとすれば、エネルギー摂取量の管理は体格の管理とほぼ同等となる。消費エネルギーを推定できたとしても不正確さがあるため、体格を測り、その結果に基づいてエネルギー摂取量を変化させることが望ましい。
また、高い身体活動は肥満の予防や改善の有用な方法の一つであり、身体活動レベルを1.7以上とすることが推奨されている。高い身体活動は体重とは独立して総死亡率の低下に関連しているため、健康のためにも身体活動量の増加によってエネルギー出納バランスを高いレベルで保つことが望ましい:54。
- エネルギー摂取量の制限（食事の制限）：ビタミンやミネラルは摂取し食品のバランスは保ち健康に配慮しつつ、総カロリーを抑える食事制限（ダイエット）を行い、口から入るカロリーを制限する。
- エネルギー消費量の増加（運動の実行）：運動（散歩、家事、身体を使った仕事、エクササイズ、筋力トレーニング 等々等々）を実行することによって消費カロリーを増やす。

### エネルギー産生栄養素バランス
エネルギー産生栄養素には炭水化物・タンパク質・脂質・アルコールが存在する。「日本人の食事摂取基準」では、まず必要量が存在するタンパク質の摂取量を設定し、その次に脂質の摂取量を設定し、その残余を炭水化物とアルコールとするよう摂取比率が設定されている。アルコールは必須栄養素ではないため摂取を勧める理由はない:145。
総エネルギー摂取量が同じであれば、炭水化物（アルコール含む）・タンパク質・脂質それぞれの摂取量を変えても減量効果は有意に異なるものではないというメタ・アナリシスが多い。つまり、例えば炭水化物の摂取を削減したとしても、同量のエネルギーをタンパク質および脂質から摂取した場合は減量効果は期待できない:133。

## 減量食
肥満症においては食事療法が基本であり、摂取エネルギー量を制限することが最も有効で確立された方法である。
日本肥満学会の診療ガイドラインでは、一般的にエネルギー算出栄養素の比率は炭水化物50～65%、タンパク質13～20%、脂肪20～30%とし、必須アミノ酸を含むタンパク質、ビタミン、ミネラルの十分な摂取を欠かさないようにするとしている。
BMI25以上の肥満症の改善においては1日あたりの摂取エネルギー量を25kcal/kg×目標体重kg以下に設定する。ただし、一律に目標体重に基づいた摂取エネルギー量の遵守を求めることが現実的でない場合もあり、対象者のエネルギー摂取状況や状況に合わせて個々に選択するものとしている:53-56。

### 低エネルギー食（LCD; low calorie diet）
1日あたりの摂取エネルギー量を20～25kcal/kg×目標体重kg以下とする食事療法、BMI35以上の高度肥満症に対して選択する。

### 超低エネルギー食（VLCD; very low calorie diet）
1日あたりの摂取エネルギー量を600kcal以下とする食事療法、低エネルギー食でも目標とする減量が達成できない場合に選択を考慮する。
低エネルギー食と超低エネルギー食を比較した海外のメタアナリシスでは、超低エネルギー食は短期間の急速な体重減少に優れた効果を発揮するが、長期的な減量の維持は困難であり、1年後には両治療食の減量効果に差がみられなかった。欧米では減量体重を維持するための様々な試験が行われている。
超低エネルギー食は禁忌症例を除外し副作用に注意して実施する必要があり、入院管理下で開始されるべきであるとされている:53-56。

### 栄養素の配分

#### 糖質
短期的な体重減少のためには糖質の制限が有効であり、個々の患者の特性に応じて、短期間であれば総エネルギーのうち40%程度までの制限も指示可能であるとされている。しかし長期的な有効性を示すエビデンスには乏しく、10年以上の経過観察の結果、糖質制限食が死亡率を増加させたという報告も見られている。現時点において糖質制限食を6ヶ月以上実施することの有用性は未確立といえる。
脳や神経組織、赤血球などブドウ糖のみをエネルギーとする体組織があるため、糖質の1日あたりの最低必要量は100gと推定されており、これを下回らないよう留意する。

#### タンパク質
減量食において必要最低限のタンパク質摂取量を保つことは最も重要な留意事項である。1g/kg×目標体重kg以上のタンパク質摂取が必要となる。
高タンパク食は腎疾患を悪化させ、長期摂取の安全性も確認されていないことから総エネルギーの20%を超えないことが望ましいと考えられている。
肥満症診療ガイドラインでは、高タンパク食は腎疾患に対して控えられる傾向があると指摘しつつ、減量による尿タンパク量減少の効果が得られる可能性があるとして必ずしも否定していない:55。

#### 脂質
日本では減量および動脈硬化性疾患の予防目的では脂質の摂取量は総エネルギーの20～25%にとどめることが推奨されており、飽和脂肪酸の割合は総エネルギーの7%を超えないようにすることが推奨されている。
ただし、必須脂肪酸を確保するために1日20g以上の脂肪を摂取することが望ましい。

#### その他栄養素
減量食では食品の量が減るため必須ミネラルやビタミンが不足する可能性がある。これらの栄養素を補充するため献立を工夫したり、フォーミュラ食を活用したりする必要がある。
十分な食物繊維の摂取は減量に有効であり、日本人の食事摂取基準にある通り1日あたり20g以上の摂取が推奨される。
アルコールは必須栄養素ではなく悪影響もあるため禁酒が望ましいが、肥満症患者に対して許可する場合でも1日あたりエタノール25g以下とする。アルコールは1gあたり7kcalのエネルギーがあることも留意する。

## 運動の効果
運動は肥満予防に有用であり、減量体重の維持にも有用である。一方で、肥満症の者に実施可能な運動量では減量はあまり効果が期待できない。
運動量がガイドライン推奨レベルに達していなくても心血管疾患発症・重症化リスクを低減させるため、減量効果がなかったとしても少しでも身体活動・運動量を増やすことが推奨されている。
肥満症の運動療法に推奨される運動の内容としては、エネルギー消費量を増やすために有酸素運動を中心に（筋力トレーニングの併用も望ましい）、4～6METsの軽～中強度の運動を1日累計で30分以上、毎日あるいは週累計で150分以上といったものとなる。
仕事上での高強度の身体活動は心血管イベントを増加させるとの報告もあり、原因として運動の性質やストレス、回復の不十分さが指摘されている。このような場合には余暇時間のリラックスした状態での運動（散歩など）が望ましいと考えられている:58-63。

## 行動療法
次のような行動療法の手法がある。
- 食行動質問票：質問票によって食習慣の傾向・問題を把握する[3]:63-69
- グラフ化体重日記：体重測定は肥満治療に重要であり、体重変化を視覚化することで減量効果が上がる[3]:63-69
- グラフ化生活日記：生活リズム異常が体重増加に寄与するため、生活日記により視覚化して是正を図る[3]:63-69
- 咀嚼法：荒噛み・早食い是正のために、30回咀嚼法では1口ごとの咀嚼の回数を決める[3]:63-69

## 日本国内での研究
日本国内において、2009年7月 - 2011年2月にかけて、中年肥満男性を対象とした食習慣改善と運動実践を促す半年間の減量教室が開催された。この減量教室は3ヵ月間の食習慣改善教室と3ヵ月間の運動実践教室で構成された。教室の終了から1年後に追跡調査を実施し、減量後の体重およびメタボリック症候群構成因子の変化を観察した研究がある。この研究では、参加者58名のうち、6ヵ月目の測定を完遂した者は51名、18ヵ月目の測定を完遂した者は39名だった。食習慣改善教室では一食につき、560kcalの「バランスの取れた食事」を取るよう指導された。運動実践教室は、週1回で座学講義と運動実技で構成された。参加者の体重は減量教室を通して減少した（平均-8.0kg）が、その後に増加が確認された（平均+3.7kg）。結果として、減量教室終了から1年後の18ヵ月目においては減量開始前よりも平均で-4.3kgとなり、体重が増えた者は3名だった。
2016年10月から2017年7月の期間において、企業および病院との産官学連携事業として、松本大学は運動・食事指導を組合わせた宿泊型健康指導を実施した研究を行った。企業の従業員42名を対象に、初回および6ヵ月後に1泊2日の中で血液検査、体力測定、管理栄養士による食事講座・食事指導（個別面談）、健康運動指導士による運動を実施した。半年後、参加者の体重(BMI)、腹囲、血圧の数値は改善し、体力水準の向上、食事バランス、食習慣の改善が見られたが、定期的な運動の実施に対する参加者の意欲は、研究開始後に低下していった。

## 薬物療法
薬物療法は食事・運動・行動療法による減量が不十分な肥満症に限り適応を考慮する。糖尿病治療薬には減量効果を持つものがあるが、日本においては糖尿病を合併しない場合には保険適応はない。高度肥満症に対してはマジンドール（食欲抑制作薬）が保険適応となるが、耐性・依存性への懸念から、連続して3ヶ月までの使用に限定される。
肥満症に対する薬物療法は国によって用いられている薬剤の種類や適応条件が大きく異なっている。これは肥満の定義のみならず、人種、疫学データ、食事や生活習慣、また肥満者の割合や重症度が国によって大きく異なることに加えて、肥満症に対する薬剤は副作用が生じることが比較的多いことが理由である。
このことから、自由診療や海外からの個人輸入を用いた、安全性や有効性のデータが不十分な薬剤使用が横行しやすい現状となっている:62-73。

### 種類
肥満症治療薬として国内承認されているもの
- マジンドール

糖尿病治療薬として国内承認されており、減量効果のあるもの
- GLP-1製剤
- SGLT2阻害薬
- ビグアナイド
- α-グルコシダーゼ阻害剤

国内未承認のもの
- シブトラミン
- リモナバン
- オルリスタット

### 事例
ヨーロッパ各国で使われていたものとしてフェンフルラミンがある。脳内にあるセロトニン受容体に直接作用してセロトニンの濃度を高めることにより、食欲を抑制する作用がある。アメリカ合衆国では1996年に許可が下り、市場に出回った。しかし、その翌年に心臓弁膜症と肺高血圧を誘発する危険性を指摘されたことで、FDAの要請に基づいて市場から回収された。日本でも、このフェンフルラミンや甲状腺ホルモンの混入した健康食品が、インターネットや口コミを通じて出回り、重大な健康被害を引き起こす例が多発して社会問題になった（2002年）。
アメリカ合衆国では若年女性による減量目的のステロイド剤の使用が社会問題と化している。2005年に行われた報告によれば、女子高校生のおおよそ5%、女子中学生のおおよそ7%が、少なくとも一度はステロイド剤を使用した経験があるという。
EMEAやFDA、厚生労働省が承認した薬剤の多くは中枢神経に作用する薬物であり、日本においては本来は医師が処方するものである。日本で承認されているマジンドールは処方箋医薬品であるが、これ以外の薬剤は承認されておらず、その適応基準は厳格に設定されている。
EMEAあるいはFDAに認可されている薬剤は、BMI≧30の高度肥満症であるか、BMI≧27でかつ2型糖尿病や脂質代謝障害のような疾患を有している人が投与対象である。
日本における投与についてはBMI≧35か、70%以上の肥満度の高度肥満症であること（マジンドールの適用基準）が前提となっており、一段と厳しい基準を課している。

## 外科手術

### 肥満症の外科療法
肥満症に有効な外科手術として、胃を小さく形成する胃バンディング術やスリーブ状胃切除術、食物が消化管の一部を通らないようにする胃バイパス術や十二指腸空腸バイパス術がある。
日本において保険適応となる術式はスリーブ状胃切除術のみである。
高度肥満症に対する外科療法は内科療法に比較して効果的な体重減少が長期的に維持でき、健康障害の改善も良好である:73-77。

### 美容手術
美容外科手術は美容的改善を目的とした保険外診療で、脂肪吸引や脂肪融解レーザーなどがある。
脂肪吸引術は手術部位にカニューレを挿入し脂肪組織を盲目的に吸引するため、皮膚切開の大きさに比べて侵襲の大きな手術となる。保険外診療であるため合併症に関する統計が不足しており、また出血合併症への対処が施術クリニックでできず他院への救急搬送になるといった問題が指摘されている。
脂肪吸引は術後には体重減少となるが一時的な影響にしかならず、数ヶ月後には元の体重に戻ることがシステマティック・レビューで確かめられている。

## 補正下着
体型を整えることを目的とした下着。ボディラインを目的とする形に整えたり、下垂しやすいバストやヒップの位置を整える役割がある。
着圧による減量の試みもされているが、その影響や効果は明らかでない。動物実験によって減量の効果が示された研究もあるが、人に対する効果については明確にすべき課題が残っている。
19世紀半ばのイギリスでは細いウエストを求める風潮からきつく締めるコルセットが流行した。一部ごく少数の極端な女性では過剰にきつい紐絞めがされ、その場合は痛みを伴い食事も制限され、結果ウエストは約33cmまで細くなったという体験談が残されている。きつい紐絞めは当時においても健康への悪影響が懸念されており、胸郭を変形させることが知られていた:81-93。

## 器具
電気刺激を発する器具を腹部に巻いたり、張り付けて腹部の筋肉を鍛え、痩身効果を得ると宣伝する手法がある。
他にも利用される方法は熱（「サウナスーツ」。 発汗作用により、一時的に体重を減らす）、高周波振動（電動式痩身ローラー・ベルト）、低周波振動（マッサージ器）、磁力 etc.
消費者庁は、これらの器具を販売する各社に資料提出を求めて効果を調査した。2020年3月31日、4つの販売会社に対し、「痩身効果についての合理的な根拠がない」として、消費者庁は景品表示法違反（優良誤認）の名目で再発防止を命じる措置命令を出した。

## 問題のある商品・サービス
ダイエット・痩身法は、一方で詐欺や健康被害に結びつきやすい分野でもある。問題を起こしやすい例として、以下のようなものがあげられる（実際には、この中の複数の項目に当てはまるケースが多い）。
- 副作用が強い薬や、有害な成分を含む食べ物
  - 2006年5月6日、TBSテレビの番組『ぴーかんバディ』は「白いんげん豆ダイエット」を紹介し、「白いんげん豆に含まれる『ファセオラミン』を摂取することで、炭水化物を食べても太らない」と宣伝した。これに影響された数百人の視聴者が、下痢や嘔吐を訴えた[21]
  - 「シブトラミン」を含む食品を摂取後、体調不良を起こしたり、死亡事故が発生した[22]
- 期待される効果やサービスの内容に対して著しく料金が高額なもの
- 科学的に効果がそもそも期待できないもの
  - 波動・アルカリ性食品、オカルトや疑似科学を理論の中心に据えているもの
  - テレビ番組「発掘!あるある大事典II」で行われたデータの捏造・・・信頼性がそもそも低い実験データを根拠としていたり、そもそも実験すら行っていなかった
  - 科学的な検証が不可能なアンケート結果や、「個人の体験談」を根拠としているもの（バイブル商法）
  - エステティックサロンなどで行われているマッサージによる「脂肪のもみ出し」 ・・・ これは脂肪の流動性を高める、あるいは脂肪細胞を破壊し血中に溶出させ脂肪量を減少させる、というもの。だが、脂肪細胞といえどあくまで他組織と密接に関係する生体組織であり、マッサージを受けることで温度が上昇し、一時的に柔らかくなることはあっても流動性が高くなったり移動したりするものではない（そのようなことで移動していては脂肪細胞のほとんどすべてが足に集まってしまう）。また、マッサージで実際に脂肪細胞を破壊するような力を加えたならば、周辺組織の破壊を伴う重傷を負うであろう
- 宣伝・勧誘の方法に問題があるもの
  - 健康食品などで根拠がないにもかかわらず効果を謳うもの[23]
  - 不安や恐怖心を煽りながら勧誘を行うもの
  - 宣伝に登場する「専門家」の経歴が、ディプロマミルのように信用に値しないもの
  - クーリングオフに応じない
  - フィットネスクラブで、最初は低料金のコースで入会させ、後から高額のコースへの変更や別料金が必要なオプションの追加を行わせるもの
  - カルト宗教の団体が、美容や痩身を謳った本やサークルを勧誘の手段に用いる（法の華三法行）